# Obwód nr 10 (Samoobrona Ziemi Grodzieńskiej)
Obwód nr 10 (Samoobrona Ziemi Grodzieńskiej) – polska organizacja zbrojna działająca na terenie Białoruskiej i Litewskiej Socjalistycznej Republiki Radzieckiej w latach 1945-1948.

## Historia
Latem 1945 r., na bazie byłych struktur Armii Krajowej i Armii Krajowej Obywatelskiej, powstała struktura konspiracyjna ukierunkowana na walkę zbrojną z radziecką administracją na terenie Białoruskiej Socjalistycznej Republiki Radzieckiej. Zasięg działania organizacji obejmował placówki byłego Obwodu Grodno Prawy Niemen AK-AKO w Druskiennikach, Marcinkańcach, Bersztorach, Jeziorach, Porzeczu oraz części Rejonu V w Grandziczach i Wiercieliszkach oraz Rejonu VI w Wiejsieje. Organizacja działała w oderwaniu od innych struktur działających w Polsce i na ziemiach wcielonych do ZSRR, jednakże był wykazywany w strukturze Okręgu Białystok WiN.
Dowódcą Obwodu został por. Mieczysław Niedziński (ps. „Men”, „Ren”, „Niemen”, „Morski”). W skład sztabu wchodzili Józef Mikłaszewicz (ps. „Fala”), Stanisław Zatura (ps. „Jurand”) oraz Franciszek Talewicz (ps. „Komar”).
Liczebność organizacji jest oceniana na 500-600 żołnierzy, którzy działali w ramach plutonów oraz większych oddziałów zbrojnych. Do wiosny 1948 r. żołnierze Obwodu przeprowadzili szereg akcji zbrojnych, których efektem było zlikwidowanie ok. 100 funkcjonariuszy i współpracowników aparatu bezpieczeństwa. Wśród zlikwidowanych znaleźli się m.in. zastępca dowódcy kontrwywiadu 87. pułku pogranicznego, dwaj prokuratorzy, naczelnik więzienia w Skidlu, naczelnika rejonowej placówki NKWD we wsi Łukawica. W ramach prowadzonych operacji dokonali również rozbicia aresztu w Putryszkach. Wiosną 1948 r. doszło do rozbicia oddziału Józefa Mikłaszewicza oraz śmierci Mieczysława Niedzińskiego w Łopienkach pod Grodnem. Aresztowania żołnierzy podziemia i ludności cywilnej wspierającej ich działania doprowadziło do likwidacji Odwodu. Sporadyczne działania ostatnich oddziałów tej struktury trwały do początku lat pięćdziesiątych XX w. Ostatni z oddziałów nawiązał współpracę z partyzantką litewską, stworzył sobie bazę operacyjną na terenie przedwojennej Litwy.